# ديميتري رسام
ديميتري رسام (مواليد 16 نوفمبر 1981) هو منتج أفلام فرنسي وعضو في عائلة موناكو الملكية عن طريق الزواج.

## الخلفية والتعليم
رسام هو أبن الممثلة كارول بوكيه والمنتج السينمائي جان بيير رسام، ولديه أخ يدعى لويس، ولد في عام 1987. وعندما صار عمره أربع سنوات توفي والده بسبب جرعة مخدرات زائدة. 
أنهى رسام دراسته الثانوية في École Active Bilingue مع شهادة البكالوريا العلمية، ثم في معهد الدراسات السياسية بباريس. بعد ذلك، درس للحصول على شهادة أعمال من المدرسة العليا للتجارة، لكنه غير مساره ليحصل على شهادة في التاريخ (من جامعة السوربون) بدلاً من ذلك.

## مسيره المهنية
في سن 23، أسس رسام شركة الإنتاج «الفصل الثاني». كان أول اعتماد له كمنتج هو فيلم Judas ، الذي أخرجه نيكولاس بوري وجيروم فانستين في عام 2006.  في عام 2014 ، تم دمج "Chapter 2" مع Onyx Films  و شركة Method Animation  لتشكيل "ON  Entertainment".  
عمل رسام مع العديد من مديري أفلام الرسوم المتحركة ، بما في ذلك مارك أوزبورن ، مدير Kung Fu Panda و The Little Prince.

## فيلموغرافيا
يعتبر رسام منتجاً للأفلام التالية:
- كارمن (سيتم الإعلان عنها)
- سيدة النيل (من المقرر طرحها عام 2020) [14]
- Playmobil: الفيلم (2019) [15]
- لو بريو (2017) [16]
- Daddy or Mommy [15] (العنوان الفرنسي الأصلي: "Papa ou Maman")
- الأمير الصغير (2015) - لهذا الفيلم ، حصل رسام وآتون سوماش وأليكسيس فونارب ومارك أوزبورن على جائزة سيزار لأفضل فيلم رسوم متحركة لعام 2016.[17]
- اسكوبار: الجنة المفقودة (2014)
- كبش الفداء (العنوان الفرنسي الأصلي ، Au bonheur des ogres ) (2013) [15]
- ما في الاسم؟ (العنوان الأصلي بالفرنسية ، Le Prénom ) (2012) [15]
- مشكلة في Timpetill (2008) [18] (العنوان الفرنسي الأصلي: Les Enfants de Timpelbach )
- يهوذا (2006) [19]

## الحياة الشخصية
تزوج من ماشا نوفوسيلوفا عام 2010. ولدت ابنته داريا عام 2011. في نهاية عام 2016، انفصل عن نوفوسيلوفا، بعدها بدأ بمصاحبة شارلوت كاسيراغي ،  ابنة كارولين، أميرة هانوفر، وابنة شقيق ألبرت الثاني ، أمير موناكو . في مارس 2018 ، ورد أن رسام وكاسيراغي كانا مخطوبين ، مع خطط للزواج في الصيف؛ لكن هذا لم يحدث. ولد ابنهما بالتزار في 23 أكتوبر 2018. في 7 أبريل 2019، نشرت مجلة باري ماتش العنوان الرئيسي (بالفرنسية) "Charlotte et Dimitri: Mariage en Juin" ، حيث جمعت تقريرًا عن كرة الورود في موناكو ، حيث كانت والدة رسام ، كارول بوكيه ، ضيفة شرف ، في الجلوس بجانب برنس. ألبرت الثاني ، مع أنباء أن الزوجين كانا يخططان لحفل زفاف في الصيف. وكشف التقرير نفسه أن رسام يقسم إقامته بين باريس ولوس أنجلوس .  تزوج رسام وكاسيراغي في قصر الأمير في موناكو في 1 يونيو 2019.
في 29 يونيو 2019 تزوجا دينيا في دير سانت ماري دي بييردون ، سان ريمي دي بروفانس.

## اقرأ أيضا
- عرب فرنسا
- منتج أفلام

## روابط خارجية
- ON Animation Studios